# Toledo (Washington)
Toledo è una città degli Stati Uniti d'America, situata nello Stato di Washington, nella Contea di Lewis.